# پایگاه نیروی هوایی واترکلوف
پایگاه نیروی هوایی واترکلوف (به انگلیسی: AFB Waterkloof) یک فرودگاه نظامی با کد یاتا AFB است که یک باند فرود آسفالت دارد و طول باند آن ۳۳۵۳ متر است. این فرودگاه در کشور آفریقای جنوبی قرار دارد .